# Guillermo Mota

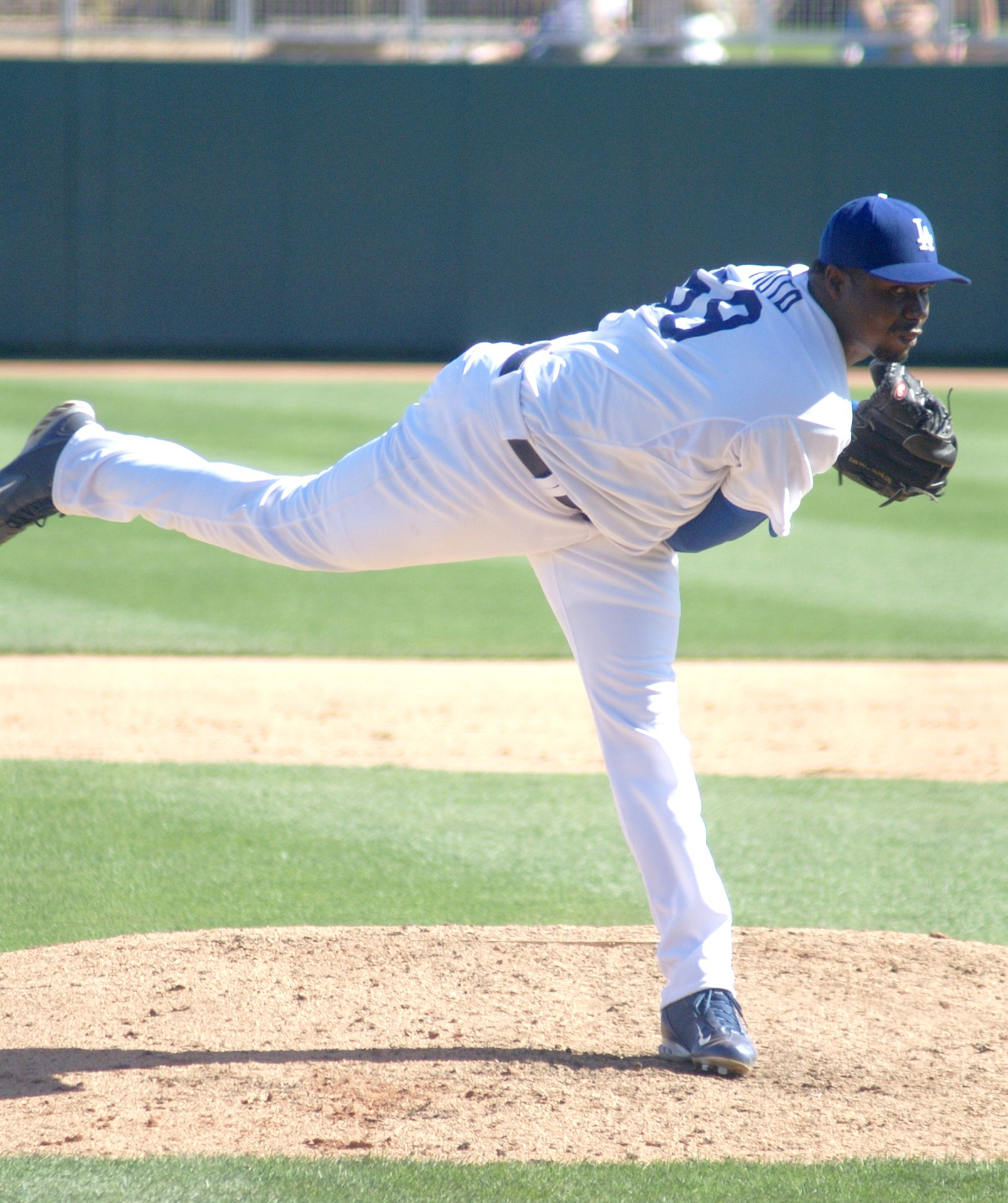

Guillermo Reynoso Mota (25 de julho de 1973) é um jogador profissional de beisebol dominicano.

## Carreira
Guillermo Mota foi campeão da World Series 2010 jogando pelo San Francisco Giants.